# Rivière du Pérou
Rivière du Pérou är ett vattendrag i Guadeloupe (Frankrike). Det ligger i den södra delen av Guadeloupe, 18 km öster om huvudstaden Basse-Terre.